# Delägare
En delägare eller en partner är en person som äger en andel av exempelvis ett företag. Konstruktionen är särskilt vanlig för advokatkontor, tandläkargrupper, restauranger och så vidare. 